# 王美琪

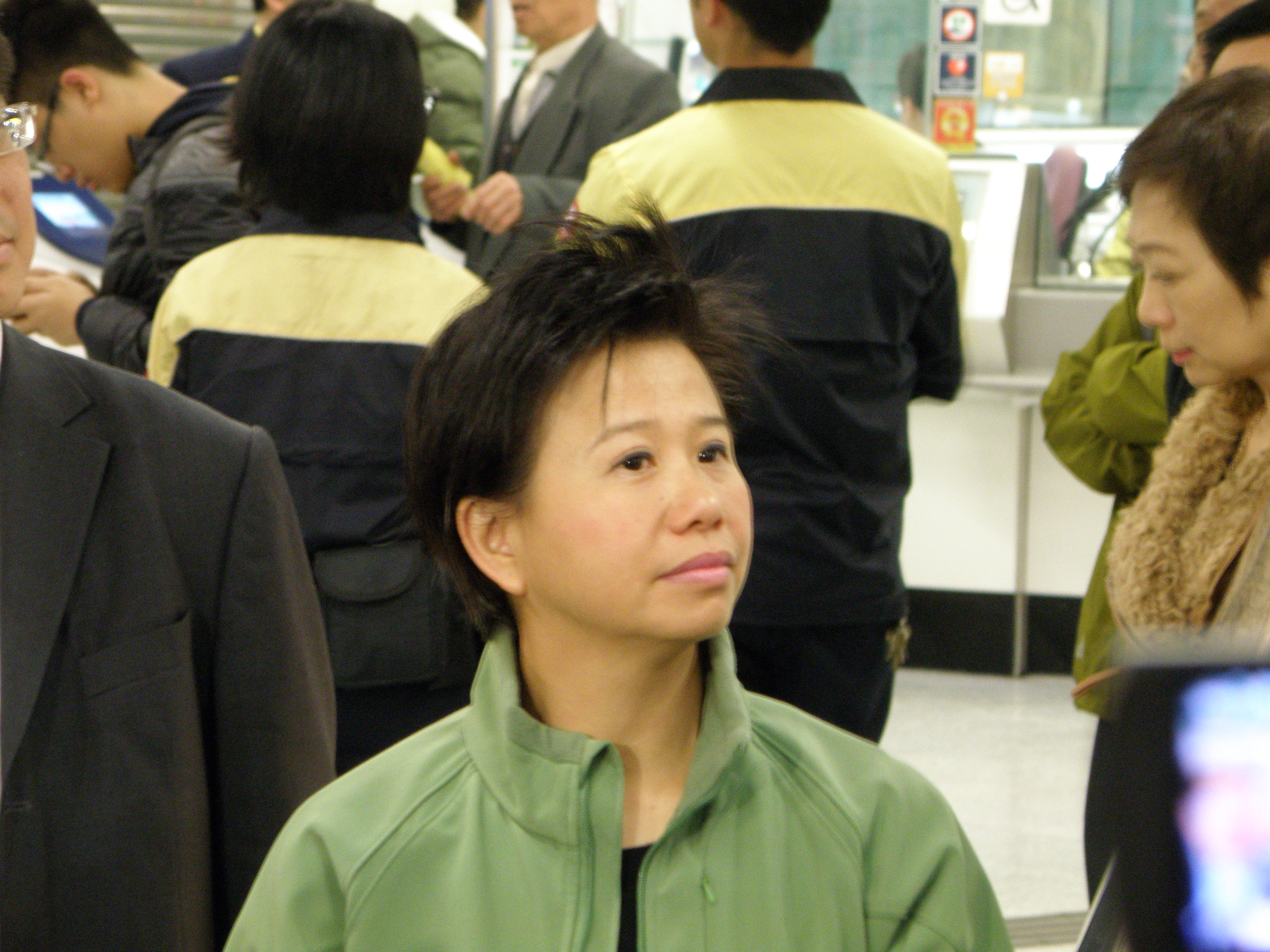
王美琪

王美琪（1960年—），前香港無綫電視新聞記者及主播（明珠台），現任恒生銀行傳訊及企業可持續發展總監及香港理工大學策略企業傳訊客座助理教授。
王美琪畢業於加拿大渥太華卡爾頓大學，擁有新聞學學士學位，其後完成歐洲工商管理學院的國際行政課程。王美琪於1984年加入無綫電視新聞部擔任英文主播及記者，曾報道《七點半新聞報道》及《晚間新聞》，隨後轉職至加拿大廣播公司電視擔任新聞記者，1991年8月重返無綫新聞，直到1995年再次離開主播崗位並加入香港鐵路有限公司。，2013年1月1日，王美琪獲委任為港鐵公司公司事務總經理，任內維持港鐵公司與傳媒的良好關係。2016年離開港鐵公司後轉任新昌集團（已清盤）企業傳訊副總裁，主力處理企業關係及對外事務，她並於2017年加入行政長官林鄭月娥的競選團隊，主力負責傳媒事務。2019年4月26日，恒生銀行發出新聞稿，宣佈王美琪會於2019年5月1日加入該公司，出任傳訊及企業可持續發展總監以及執行委員會委員，接替已退休的張樹槐。

## 相關連結
- "News File"（May Wong） （页面存档备份，存于），無綫新聞，1985年4月（英文）